# Convenção para Conservação dos Recursos Vivos Marinhos Antárticos
A Convenção para Conservação dos Recursos Vivos Marinhos Antárticos é parte do sistema do Tratado da Antártica.  Sua finalidade é proteger o ambiente e conservar os recursos marinhos vivos no Oceano Antártico.  A execução da Convenção foi implementada por uma Comissão internacional localizada em Hobart, capital do estado da Tasmânia, Austrália.

## Participantes(31)
Argentina, Austrália, Bélgica, Brasil, Bulgária, Canadá, Chile, União Europeia, Finlândia, França, Alemanha, Grécia, Índia, Itália, Japão, Coreia do Sul, Namíbia, Países Baixos, Nova Zelândia, Noruega, Peru, Polônia, Rússia, África do Sul, Espanha, Suécia, Ucrânia, Reino Unido, Estados Unidos, Uruguai, Vanuatu